# Google Labs
Google Labs es un sitio web para mostrar nuevos proyectos de Google. Sírve, además, como una zona de prueba para los nuevos servicios a ser lanzados. Esto es una manera en la que Google logra despertar interés en los usuarios antes de lanzar las versiones finales. Los servicios de Google no siempre aparecen en la página de los laboratorios; algunos son beta privados que funcionan por invitación solamente. El 12 de diciembre de 2023, en la cuenta oficial de Twitter de Google Labs, se avisa que la página se rediseñó y que se agregó nuevos experimentos.
En la página oficial, se pueden probar los experimentos de Google Labs.

## Logo
Desde el 2006, todos los productos de Google Labs tienen un logo, usando un matraz y un título gris, en comparación con otros productos con logos en color de Google, tales como Google News y Google Maps. Esto advierte a los usuarios que el producto puede contener bugs y su uso puede ser inapropiado para el usuario común.

## Lista de productos de Google Labs
- Gemini (anteriormente conocido como Bard)
- Google Search Labs
- Google NotebookLM
- Google MusicFX
- Google Duet AI
- Help me Script de Google Home
- TextFX
- Magic Editor
- Project IDX
- Magic Compose